# Flora Botton
Flora Botton Beja (Tesalónica, 1 de marzo de 1933) es una sinóloga, estudiosa del género, filósofa, historiadora, académica y escritora mexicana de ascendencia sefardí nacida en Grecia. Es una pionera de China en el ámbito académico de México y América Latina. Desde 1969 es profesora-investigadora en El Colegio de México, donde se desempeñó entre 1991 y 1997 como directora del Centro de Estudios de Asia y África. Es cofundadora de la Asociación Latinoamericana de Estudios de Asia y África.

## Biografía

### Primeros años y educación
Nació en Tesalónica (Grecia) el 1 de marzo de 1933. Su familia era sefardí y sus padres eran Jaime Botton y Sara Beja, ambos dedicados a la industria textil. Cuando tenía siete en 1941 ocurrió la ocupación de Grecia por las Fuerzas del Eje durante la Segunda Guerra Mundial y con apoyo de amigos su familia se trasladó a Atenas. En 1944 ella y su familia —sus padres, hermano, tíos y primos— fueron arrestados en plena noche y llevados al campo de concentración Bergen-Belsen; con las Fuerzas Aliadas acercándose, hubo planes de transportar a los rehenes a Austria, por lo que tres grupos de prisioneros fueron llevados en tren, pero más tarde fueron dejados en Magdeburgo, donde la familia Botton fue descubierta por soldados estadounidenses.
Con la Administración de las Naciones Unidas para el Auxilio y la Rehabilitación la familia Botton se mantuvo como refugiada en Bruselas, Marsella, Bari a lo largo de varios meses, hasta que finalmente fueron repatriados a Atenas en octubre de 1945. El matrimonio Botton reabrió su tienda de textiles y Flora continuó con su educación hasta 1949.
Ese mismo año cuando terminó sus estudios, ella y sus padres, hermano y su abuela paterna se mudaron a Ciudad de México motivada por las tensiones de la posguerra en Grecia. Flora completó sus estudios de preparatoria en Colegios Garside, uno de los primeros colegios bilingües en el país. Entre 1950 y 1952 estudió la licenciatura en Filosofía en el Mexico City Collage (hoy Universidad de Las Américas, A.C.) y fue reconocida con cum laude y entre 1952 y 1953 estudió la maestría en Filosofía en la misma universidad y también fue reconocida con cum laude. En 1954 hizo una estancia de un año en la Universidad de París para estudiar historia de Europa y literatura española.
Entre 1964 y 1966 estudió en la primera generación de la maestría en Estudios Orientales (hoy maestría en Estudios de Asia y África) de El Colegio de México. Entre 1966 y 1968 completó sus estudios con una estancia en la Escuela de Estudios Orientales y Africanos de la Universidad de Londres donde estudió chino clásico y filosofía china y pasó unos meses estudiando en la Universidad Nacional Normal de Taiwán. Entre 1972 y 1974 realizó su doctorado en la Universidad de Míchigan especializándose en filosofía, historia antigua y moderna y literatura china.

### Carrera académica
Desde su regreso a México en 1955 hasta 1964 ejerció como profesora de filosofía en su alma mater.[cita requerida]

## Obras publicadas
Ha publicado seis libros como autora única o en coautoría, ha hecho cinco traducciones de literatura y ha escrito más de setenta artículos académicos. A continuación los libros publicados:
- China: Su historia y cultura hasta 1800. El Colegio de México. 1984.
- La Dinastía Han (con Rusell Maeth y John Page). El Colegio de México. 1984.
- Bajo un mismo techo. La Familia Tradicional en China y sus cambios (con Romer Cornejo). El Colegio de México. 1993.
- Historia Mínima de China (coordinadora). El Colegio de México. 2010.
- Ensayos sobre China. Una antología. El Colegio de México. 2019.
- Historia mínima del Confucianismo (con José Antonio Cervera y Yong Chen). El Colegio de México. 2021.